# ЯТЛ
«ЯТЛ» (аббревиатура от «Я тебя люблю») — последний, 12-й сингл второго студийного альбома Vinyl #2, изданного 8 октября 2021 года. Песня российской поп-певицы Zivert, выпущена 14 февраля 2020 года на лейбле «Первое Музыкальное». Он был выпущен в день святого Валентина и посвящён всем влюблённым.

## История
За несколько дней до выпуска песни, в своей официальной группе Вконтакте Zivert опубликовала опрос, в котором спросила фанатов, чего они ждут больше: нового трека или клипа на сингл «Credo».
3 ноября 2020 года Zivert исполнила сингл во время музыкального шоу LAB с Антоном Беляевым в Яндекс.Эфире. Хиты «Неболей» и «ЯТЛ» в 2020 году не только «утвердили певицу в высшей песенной лиге России», но и сделали её самой востребованной в голосовом сервисе Яндекса «Спроси у Алисы».

## Музыкальное видео
Официальный релиз видеоклипа на трек состоялся 14 февраля, в день релиза сингла. Режиссёром видео стали Алан Бадоев и Ганна Богдан, проводившие съёмку видеоклипа полтора месяца в Лос-Анджелесе. В начале клипа, имитирующего плёночную съёмку, использован отрывок из интервью журналистки Юлии Меньшовой с актрисой Валентиной Титовой с трогательной историей о расставании, который и вдохновил на создание произведения, но позже эта вставка была удалена из клипа:
Изначально, когда мы делали клип «ЯТЛ», у нас в начале клипа стояло это видео, и потом не получилось договориться с людьми и пришлось его оттуда убрать. Но некоторое количество людей успело посмотреть именно с этим интро.Zivert
Видеоклип на трек «ЯТЛ», представляющий собой нарезку фрагментов видео из личного архива певицы, вышел не таким антуражным, как на трек «Credo», но очень милым.

## Номинации
| Награда             | Год  | Категория    | Результат | Прим.         |
| ------------------- | ---- | ------------ | --------- | ------------- |
| «ЖАРА Music Awards» | 2020 | «Песня года» | Победа    | [ 11 ] [ 12 ] |

## Чарты
| Чарт (2020)                | Высшая позиция |
| -------------------------- | -------------- |
| Болгария (Prophon)         | 3              |
| Европа Плюс                | 3              |
| Россия (МТС)               | 1              |
| Россия (Муз-ТВ)            | 10             |
| Россия (Русское Радио)     | 6              |
| Россия (Яндекс.Музыка)     | 10             |
| Россия (TopHit)            | 1              |
| Русский чарт (ТНТ Music)   | 2              |
| Топ Чарт (ТНТ Music)       | 7              |
| Moscow Radio Hits (TopHit) | 9              |
| Украина (Tophit)           | 24             |
| Shazam                     | 10             |
| Zvooq.pro                  | 12             |